# Vinterbrødre
Vinterbrødre er en dansk dramafilm fra 2017 instrueret af Hlynur Pálmason. Filmen modtog 4. februar 2018 ni Robertpriser, bl.a. for årets spillefilm.

## Medvirkende
- Elliott Crosset Hove som Emil
- Simon Sears som Johan
- Peter Plaugborg som Daniel
- Michael Brostrup som Michael
- Victoria Carmen Sonne som Anna
- Lars Mikkelsen som Carl

## Eksterne Henvisninger
- Vinterbrødre på Internet Movie Database (engelsk)
- Vinterbrødre på Filmdatabasen
- Vinterbrødre på danskefilm.dk
- Vinterbrødre på danskfilmogtv.dk
- Vinterbrødre på Scope
- Vinterbrødre på AlloCiné (fransk)
- Vinterbrødre på The Movie Database (engelsk)
- Vinterbrødre på Rotten Tomatoes (engelsk)
- Vinterbrødre på Metacritic (engelsk)
- Vinterbrødre på Filmaffinity (engelsk)